# T11
T11成立于2018年5月，是中华人民共和国的一家新零售平台，是创始人杜勇离开京东后带领原班团队创立的。
T11生鲜超市是以生鲜、一般食品为主，同时经营中西餐、日本料理、咖啡饮品、日杂等品类的超市。旗下门店均配置有无障碍通道、无障碍电梯、休息区和轻量化购物车等。
2021年4月，在北京首店运营2年后，T11生鲜超市相继在上海、武汉开出两家门店。12月13日，生鲜超市T11宣布完成B轮一亿美元融资，由阿里巴巴领投。

## 评价
一位阿里巴巴新零售体系的内部人士在观察T11后向界面新闻表示，T11走的不是互联网规模化扩张的路，而是精细化运营。

## 争议
2020年4月，中国国家计算机病毒应急处理中心在“净网2020”专项行动中发现「T11生鲜超市」移动应用程序（版本1.0.5）存在未向用户明示申请的全部隐私权限的情况。